# Mågelibanen
| Die Standseilbahn wurde 1911/12 für den Transport von Bauarbeitern und Ausrüstung zwischen Øvre und Nedre Bersåvatnet gebaut |                     |                          |          |
| Streckenlänge: | 0,960 km            |                          |          |
| Spurweite: | 600 mm (Schmalspur) |                          |          |
| |                     |                          |          |
| \| \| 0,960 \| Bergstation (Mågelitopp) \| 860 moh. \| \| \| 0,000 \| Talstation (Skjeggedal) \| 430 moh. \|                 |                     |                          |          |
| Haltepunkt / Haltestelle Streckenanfang                                                                                      | 0,960               | Bergstation (Mågelitopp) | 860 moh. |
| Haltepunkt / Haltestelle Streckenende                                                                                        | 0,000               | Talstation (Skjeggedal)  | 430 moh. |

Mågelibanen war eine zweigleisige, elektrische Standseilbahn in Norwegen. Auf ihr verkehrten zwei Wagen vom Vetlavatnet am Mågeli kraftverk im Skjeggedal bei Tyssedal in der Kommune Ullensvang zum Mågelitopp. Die Strecke war 960 Meter lang und hatte einen Höhenunterschied von 430 Metern. Die Endstation Mågelitopp (von der Bevölkerung einfach als Topp bezeichnet), lag auf 860 moh.. Das Maschinenhaus der Bahn war in der Bergstation untergebracht, die Bedienung erfolgte durch Druckknöpfe an den beiden Wagen.
Die Standseilbahn war Teil der Industrielandschaft im Skjeggedal und der kulturellen Umgebung des denkmalgeschützten Tyssedal-Kraftwerkes.

## Geschichte
Die Standseilbahn wurde 1911/1912 von Tyssefaldene AS für den Transport von Bauarbeitern und Ausrüstung in die Berge gebaut. Sie wurde benötigt, um ein Kraftwerk in Bersåvassdraget im Tyssedalsfjellene zu errichten.
Die Strecke wurde später von der Firma für Inspektion und Wartung der Anlagen und in Verbindung mit dem weiteren Ausbau von Kraftwerken in den Bergen genutzt.

## Personenverkehr
Im Zusammenhang mit dem 50. Jubiläum von Tyssefaldene AS 1956/57 wurde die Strecke rekonstruiert und den Einwohnern von Tyssedal geschenkt. Die Bahn wurde für den beschränkt öffentlichen Personenverkehr freigegeben, um einen einfacheren Zugang zu den Freizeitbereichen in der Hardangervidda herzustellen.

## Aktuelle Lage

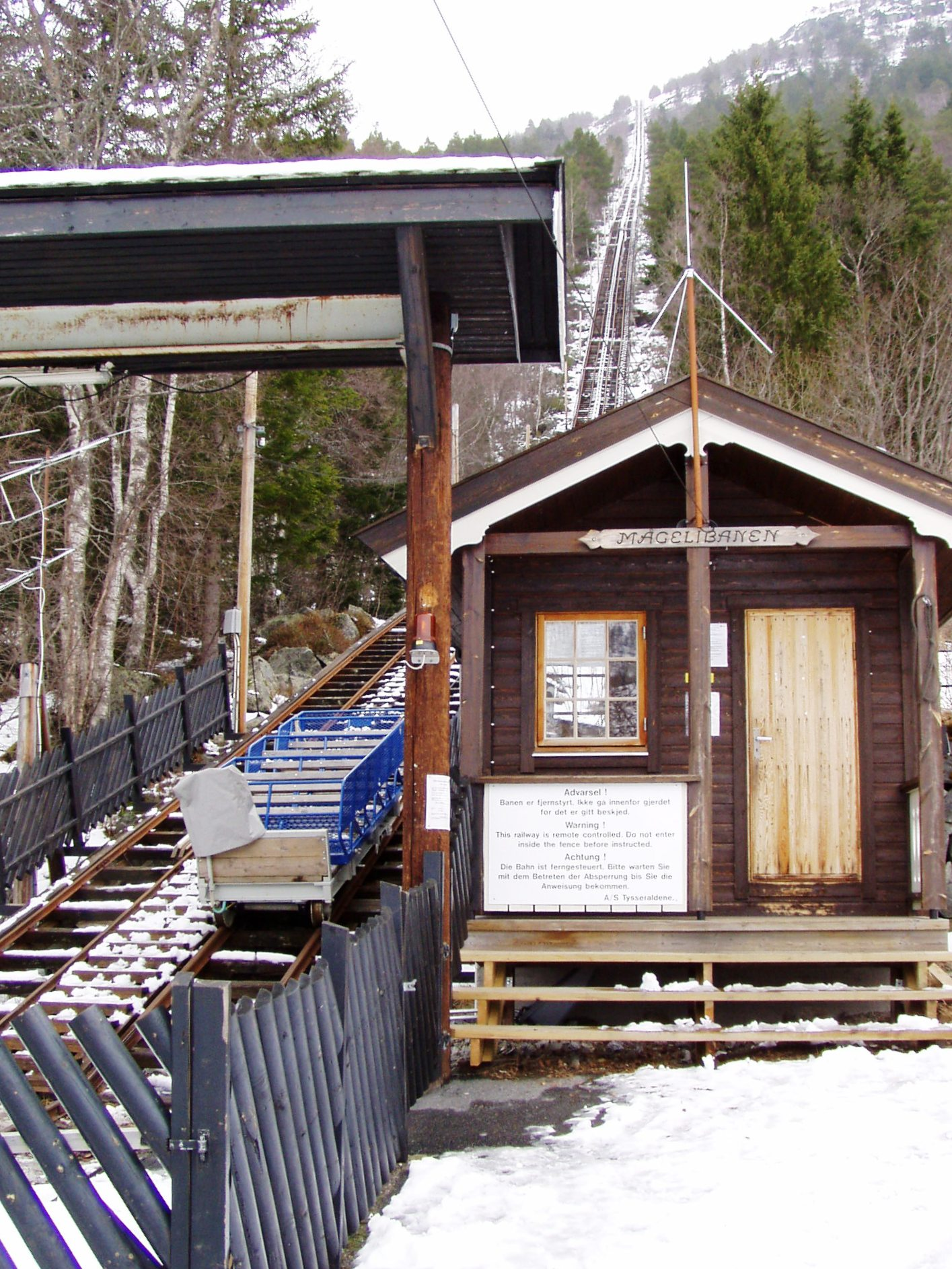
Standseilbahn

Die Seilbahn wurde 1988 modernisiert. In den späten 1990er und frühen 2000er Jahren war die Bahn für die Beförderung von Touristen freigegeben. Für diese Besucher war die Steinformation Trolltunga ein interessantes Ausflugsziel.
Die Strecke war bis 2012 öffentlich in Betrieb. Dann wurde sie für die kommerzielle Nutzung zur Sicherheit geschlossen. Nunmehr soll eine Straße zum Gipfel gebaut werden, um ein dort bestehendes Ferienhausgebiet zu erschließen. Die Schutzinteressen in der Gegend sind nicht stark genug, um den Straßenbau zu verhindern. Nach der Schließung der Strecke für den öffentlichen Verkehr mussten die Waren zu den Ferienhäusern mit Hubschraubern transportiert werden. Die einzige Möglichkeit, die Häuser zu erreichen, bestand über einen Fußweg. Die Bahn soll nach Fertigstellung der Straße erhalten bleiben.

## Technische Daten
| Höhenunterschied       | 430 m                   |
| Horizontale Länge      | 814 m                   |
| Maximale Steigung      | 42°                     |
| Fahrgeschwindigkeit    | 1,5 m/s                 |
| Fahrzeit               | 12 Minuten              |
| Eigengewicht der Wagen | 760 kg                  |
| Belastbarkeit          | 9 Personen oder 1200 kg |